# Tettigometra impressopunctata
Tettigometra impressopunctata är en insektsart som beskrevs av Dufour 1846. Tettigometra impressopunctata ingår i släktet Tettigometra och familjen Tettigometridae. Inga underarter finns listade i Catalogue of Life.